# Tipula argentacea
Tipula argentacea är en tvåvingeart som beskrevs av Alexander 1961. Tipula argentacea ingår i släktet Tipula och familjen storharkrankar. Inga underarter finns listade i Catalogue of Life.